# Sofia de Bavaria (1376–1425)
Sofia Eufemia de Bavaria (în germană Sophie Euphemia von Bayern, în cehă Žofie Bavorská; n. 1376 – d. 4 noiembrie 1425, Preßburg, astăzi Bratislava) aparținând liniei Bavaria-München a Casei de Wittelsbach, a fost regină a Boemiei prin căsătoria cu regele Venceslau al IV-lea. 

## Biografie
Sofia a fost singura fiică a ducelui Ioan al II-lea de Bavaria-München și a soției sale, Caterina de Gorizia, fiica lui Meinhard al VI-lea de Gorizia. Ea și fratele ei mai mare, Frederic de Bavaria-Landshut, au crescut în Castelul Trausnitz. În 1388 Frederic, care era pasionat de vânătoare ca și Venceslau al IV-lea (rege romano-german până în 1400), a dus-o la Praga pe Sofia, nepoata sa. Pe 2 mai 1389 acolo a avut loc nunta dintre Sofia, în vârstă de doisprezece ani, și regele cu cincisprezece ani mai în vârstă, rămas văduv după moartea soției sale, Ioana de Bavaria, în 1386.
Probabil pentru că această căsătorie, ca și cea dintre Venceslau și Ioana de Bavaria, a rămas fără copii înainte, Sofia a fost încoronată regină a Boemiei abia unsprezece ani mai târziu, pe 15 martie 1400. Soțul ei nu a participat la ceremonia de încoronare. Sofia a petrecut perioade lungi de timp în teritoriile primite de ea ca zestre. Din 1402 Sofia a fost adepta învățăturilor predicatorului Jan Hus, care i-a devenit confesor și căruia i-a luat apărarea multă vreme la curtea din Praga. În 1419, chiar înainte de moartea lui Venceslau, papa Martin al V-lea a acuzat-o pe Sofia de erezie.
După moartea lui Venceslau în același an, fratele său vitreg, Sigismund, a numit-o pe Sofia regentă a Boemiei. Regatul era afectat de Războaiele Husite. După ce a încercat în zadar să restabilească pacea țară (Landfrieden) Sofia a renunțat la funcția de regentă. Sigismund a fost încoronat rege al Boemiei în 1420, iar Sofia s-a retras la Pressburg (astăzi Bratislava) unde a murit pe 4 noiembrie 1428. Sofia de Bavaria a fost înmormântată în Catedrala Sf. Martin din Bratislava.
O legendă apărută în secolul al XV-lea, care probabil nu se baza pe un adevăr istoric, este cea conform căreia părintele Ioan Nepomuk, sanctificat mai târziu, a fost confesorul Sofiei în 1393. Legenda spune că Ioan Nepomuk a fost torturat și aruncat în râul Vltava de pe podul Carol (construit de socrul ei, Carol al IV-lea) nu pentru că s-a opus politicii lui Venceslau privind biserica, ci pentru că a refuzat să încalce jurământul secretului spovedaniei și să spună acestuia ce anume îi mărturisise soția sa, Sofia. Ioan Nepomuk a fost beatificat în 1721 și canonizat în 1729. Astăzi el este considerat patronul spiritual al Boemiei și Bavariei.